# Pöchlarn
Pöchlarn è un comune austriaco di 3 957 abitanti nel distretto di Melk, in Bassa Austria; ha lo status di città (Stadtgemeinde).